# Kevin Mbabu
Melingo Kevin Mbabu, född 19 april 1995 i Chêne-Bougeries, är en schweizisk fotbollsspelare som spelar för Fulham. Han representerar även det schweiziska landslaget.

## Karriär
I april 2019 värvades Mbabu av VfL Wolfsburg, där han skrev på ett fyraårskontrakt med start från sommaren 2019.
Den 27 juli 2022 värvades Mbabu av Fulham, där han skrev på ett treårskontrakt med option på ytterligare ett år. Den 13 februari 2023 lånades Mbabu ut till tidigare klubben Servette på ett låneavtal över resten av säsongen. Den 1 september 2023 lånades han ut till tyska FC Augsburg på ett säsongslån.